# Ron läuft schief
Ron läuft schief (Originaltitel: Ron’s Gone Wrong) ist eine US-amerikanisch-britische Science-Fiction-Filmkomödie, die 2021 veröffentlicht wurde. Der Animationsfilm des britischen Studios Locksmith Animation handelt vom fehlerhaft programmierten Social-Software-Roboter Ron und seiner Freundschaft mit einem einsamen Schulkind namens Barney. Regie führten Sarah Smith und Jean-Philippe Vine.

## Handlung
Der Tech-Gigant Bubble stellt seine neueste Kreation vor: den B*Bot, der vom Bubble-CEO Marc Wydell entwickelt wurde, um Roboter-Kumpel zu schaffen, der per Algorithmus dabei helfen soll, Freunde zu finden. In Nonsuch in Kalifornien hat der Mittelschüler Barney Pudowski als einziges Kind in seiner Klasse keinen B*Bot. Seine ehemaligen Kindheitsfreundinnen und -freunde Savannah Meades, Rich Belcher, Noah und Ava sind ganz in ihre eigenen B*Bots vertieft. An Barneys Geburtstag stellen sein Vater Graham und seine Großmutter Donka fest, dass er keine Freunde hat. Sie besuchen einen Bubble-Laden, der allerdings für den Tag schließt. Stattdessen kaufen sie einen leicht beschädigten B*Bot vom Lieferfahrer des Ladens.
Barney bekommt den B*Bot als verspätetes Geburtstagsgeschenk, stellt aber schnell fest, dass er Glitches hat und nicht richtig funktioniert. Um seinen Vater nicht zu verärgern, beschließt Barney, ihn zur Reparatur in den Bubble Store zurückzubringen. Sie treffen dort aber auf Rich und seine Freunde, die Barney auslachen. Da seine Sicherheitsfunktionen ausgeschaltet wurden, kann der B*Bot sich wehren, und er und Barney rennen fröhlich davon. Rich ruft aber die Polizei, die sie dann zusammen mit Vater und Großmutter zum Bubble Store bringen, damit der B*Bot recycelt werden kann. Da Barney ihn nicht gehen lassen will, rettet er ihn heimlich und nennt ihn nach den ersten Buchstaben seiner Modellnummer Ron.
Als über Barneys und Rons Aktionen berichtet wird, freut sich der Bubble-Chef Marc, dass Ron gegen seine Programmierung verstößt. Sein Kollege Andrew Morris sieht es als schlechte Werbung und meint, dass Ron zerstört werden muss, damit das Problem gelöst wird. Währenddessen bringt Barney Ron bei, wie man ein guter Freund ist. Sie treffen Savannah, die Ron mit ihrem B*Bot zeigt, dass es seine Aufgabe ist, Barney beim Freundefinden zu helfen. Savannah stellt ein Video von Rons Aktionen online und alarmiert Bubble, obwohl Barney sie bittet, es nicht zu tun. Am nächsten Tag versucht Ron, ‚Freunde‘ für Barney zu finden, was darin endet, dass er wahllos einige Personen von der Straße in die Schule mitbringt. Während Barney deswegen Ärger bekommt, entdeckt Rich Rons ausgeschaltete Sicherheitsoption und überträgt sie auf seinen B*Bot. Die Kinder und die B*Bots verbreiten die Freischaltung weiter und auf dem Schulhof entsteht ein großer Tumult. Die Bubble-Zentrale verfolgt das Chaos mit und spielt einen Patch aus, kurz nachdem noch ein peinliches Video von Savannah gefilmt wird.
Barney wird von der Schule geworfen und schimpft mit Ron, stellt aber später fest, dass Ron nur versucht hat, nach seiner Anleitung ein Freund zu sein. Als die Bubble-Angestellten sie abholen kommen, flieht er mit Ron. Sie treffen kurz auf Savannah, die unter der viralen Verbreitung ihres peinlichen Videos leidet. Barney sagt ihr, dass er sich im Wald verstecken wird. Währenddessen warnt Andrew Marc vor den Auswirkungen des abweichenden B*Bots für das Geschäft von Bubble und Marc stiehlt sich davon, um Ron zu treffen. Unter Andrews Führung startet Bubble eine große Suchaktion nach Ron und Barney im Wald. Barney und Ron verstecken sich vor den von Bubble kontrollierten B*Bots, sind aber beide von ihrer Flucht zunehmend geschwächt. Barney bricht in der Nacht zusammen und Ron bringt ihn mit letzter Kraft zur Schule. Dort eilen Savannah, Rich, Noah und Ava ihm zu Hilfe, zusammen mit seiner Familie.
Barney wird ins Krankenhaus gebracht und erholt sich. Marc besucht ihn dort und bringt ihm Ron zurück, den er jedoch gepatcht hat, sodass er sich wie ein normaler B*Bot verhält. Barney verlangt, dass Marc auf die Cloud zugreift, um Rons ursprüngliche Persönlichkeit wieder aufzuspielen, aber Andrew hat inzwischen die Leitung von Bubble übernommen und Marcs Zugänge gesperrt. Barney lässt sich davon nicht aufhalten. Zusammen mit Vater, Großmutter und Marc dringen sie in das Bubble-Hauptquartier ein, wo Barney in die Serverfarm gelangt, um dort nach Rons Persönlichkeit zu suchen. Er findet die Originaldaten, wodurch Ron seine Persönlichkeit wiedererlangt. Gleichzeitig sieht er über das Dashboard der B*Bots, dass andere Kinder in Wahrheit genauso einsam sind, und sie kommen auf die Idee, alle B*Bots Rons Code aufzuspielen. Dadurch wird Rons Persönlichkeit jedoch aufgelöst und Barney muss sich von ihm verabschieden. Rons Freundschaftsanleitung wird in den B*Bot-Code integriert. Marc zeigt auf großer Bühne einen kompromittierenden Zusammenschnitt von Andrews Aussagen, in denen er unter anderem zugibt, dass die B*Bots Spyware haben, um für Bubble profitabler zu sein. Andrew muss fliehen und Marc wird wieder Bubble-CEO.
Drei Monate später haben alle in der Schule fehlerhafte B*Bots, sind aber mit ihrem unangepassten Verhalten zufrieden. Barney hat keinen mehr und ist wieder enger mit Savannah, Rich, Noah und Ava befreundet.

## Produktion und Veröffentlichung
Sarah Smith erzählt, die erste Idee für den Film bekommen zu haben, nachdem sie Her gesehen hatte. Als ihr Studio Locksmith Animation 2017 einen Filmverleih-Vertrag mit 20th Century Fox eingegangen war, war die Idee eine von dreien für den ersten Langfilm des Studios. Letztendlich habe 20th Century Fox die Entscheidung stark beeinflusst, erzählt Smith.
Smith schrieb mit Peter Baynham das Drehbuch, für das Produktionsdesign waren Nathan Crowley und Aurélien Predal verantwortlich. Carter Goodritch war Leiter der Character animation, David Peers leitete die Kinematographie und David Burrows fungierte als leitender Filmeditor. Der Film entstand ab 2017 bei Locksmith Animation in London, in Kooperation mit Double Negative (DNEG).
Im Oktober 2017 kündigten Locksmith und 20th Century Fox den Film an, geplant war eine Veröffentlichung Ende 2020. Nachdem Disney 20th Century übernommen hatte, wurde der Filmstart zunächst in den Februar und dann in den April 2021 verlegt. Wegen der COVID-19-Pandemie verschob Disney den Termin dann nochmal auf den Oktober 2021. Die Weltpremiere fand schließlich am 9. Oktober 2021 auf dem London Film Festival statt.
Durch die Übernahme von 20th Century Fox trat Disney teilweise direkt als Verleiher auf, etwa in Deutschland.

## Synchronisation
Die deutschsprachige Synchronfassung entstand unter der Dialogregie von Patrick Baehr in Berlin.
| Rolle           | Originalsprecher  | Deutscher Sprecher |
| --------------- | ----------------- | ------------------ |
| Ron             | Zach Galifianakis | Marius Clarén      |
| Barney Pudowski | Jack Dylan Grazer | Manik Gaschina     |
| Graham Pudowski | Ed Helms          | Karlo Hackenberger |
| Donka Pudowski  | Olivia Colman     | Katrin Fröhlich    |
| Marc Wydell     | Justice Smith     | Tim Schwarzmaier   |
| Andrew Morris   | Rob Delaney       | Peter Flechtner    |
| Savannah Meades | Kylie Cantrall    | Lucy Fandrych      |
| Rich Belcher    | Ricardo Hurtado   | Ludwig Niesner     |
| Sita            | Krupa Pattani     | Cathlen Gawlich    |
| Mr. Cleaver     | David Menkin      | Michael Iwannek    |
| Polizist        | Bentley Kalu      | Matti Klemm        |

## Rezeption
Die Kritik bewerte den Film meist leicht positiv. Der Film wurde in die Nähe von Die Mitchells gegen die Maschinen und Baymax – Riesiges Robowabohu gestellt, im Gegensatz zum Roboter Baymax sei Ron aber ein energiegeladenes, „(defektes) Smartphone mit Persönlichkeit“. Einige Medien schrieben, der Film behandle die Bedeutung sozialer Medien für Kinder „erstaunlich kritisch“ und habe eine Anti-Apple bzw. Anti-GAFA-Botschaft, jedoch würde er „auch konstatieren, dass es die sozialen Medien gibt und sie sich auch nicht mehr wegdiskutieren lassen.“ Eine Kritikerin schrieb, die Geschichte wende sich nie radikal gegen die Technologie. Ein anderer Kommentator meinte, darin liege die Schwäche, denn der Film würde die Idee einer echten Freundschaft mit High-Tech-Spielzeugen nicht grundsätzlich verwerfen. Er warf dem Film Heuchelei vor: er wolle zwar subversiv sein, aber gleichzeitig Spielzeug-Roboter als Merchandise verkaufen. Die Bildsprache des Films sei eher farbenfroh und futuristisch, das Charactere seien zwar nicht ungewöhnlich, aber effektiv gestaltet. Auch die Gestaltung der B*Bots und die Rolle von Olivia Colman wurden positiv herausgehoben.
2022 gewann er den Preis für den besten Langfilm bei den British Animation Awards.